# Henry Kosgei Cherono
Henry Kosgei Cherono (* 17. Juli 1978) ist ein kenianischer Marathonläufer.
1999 wurde er Fünfter beim Berlin-Marathon, und 2000 siegte er beim Hongkong-Marathon und beim Frankfurt-Marathon.
Im Jahr darauf gewann er den Rom-Marathon und wurde Dritter in Frankfurt, und 2002 gewann er die Maratona d’Europa und wurde Zweiter in Frankfurt. Jeweils den zweiten Platz belegte er beim Hamburg-Marathon 2003 und, mit seiner persönlichen Bestzeit von 2:10:26 h, beim Köln-Marathon 2004, und beim Dubai-Marathon 2006 wurde er Siebter.
2007 wurde er Zweiter beim Alexander-der-Große-Marathon und Sechster beim Singapur-Marathon. Einem Sieg beim Ruhrmarathon 2008 folgte im Jahr darauf an selber Stelle ein sechster Platz.